# Olympische Winterspiele 2022/Teilnehmer (Nordmazedonien)
| Gelbes Symbol für Goldmedaillen mit stilisierten Olympischen Ringen | Graues Symbol für Silbermedaillen mit stilisierten Olympischen Ringen | Braundes Symbol für Bronzemedaillen mit stilisierten Olympischen Ringen |
| ------------------------------------------------------------------- | --------------------------------------------------------------------- | ----------------------------------------------------------------------- |
| —                                                                   | —                                                                     | —                                                                       |

Nordmazedonien nahm an den Olympischen Winterspielen 2022 in Peking zum siebten Mal in seiner Geschichte an Olympischen Winterspielen teil. Zwei Athleten sowie eine Athletin wurden vom MOK benannt, Fahnenträger waren Dardan Dehari und Ana Cvetanovska.

## Teilnehmer nach Sportarten

### Ski Alpin
| Athleten      | Wettbewerbe | 1. Lauf                  | 1. Lauf                  | 2. Lauf                  | 2. Lauf                  | Gesamt                   | Gesamt                   |
| Athleten      | Wettbewerbe | Zeit                     | Rang                     | Zeit                     | Rang                     | Zeit                     | Rang                     |
| ------------- | ----------- | ------------------------ | ------------------------ | ------------------------ | ------------------------ | ------------------------ | ------------------------ |
| Männer        |             |                          |                          |                          |                          |                          |                          |
| Dardan Dehari | Slalom      | DNS (verletzungsbedingt) | DNS (verletzungsbedingt) | DNS (verletzungsbedingt) | DNS (verletzungsbedingt) | DNS (verletzungsbedingt) | DNS (verletzungsbedingt) |

### Skilanglauf
| Athleten        | Wettbewerbe       | Zeit        | Rang |
| --------------- | ----------------- | ----------- | ---- |
| Frauen          |                   |             |      |
| Ana Cvetanovska | 10 km Klassisch   | 39:57,7 min | 95   |
| Männer          |                   |             |      |
| Stavre Jada     | 50 km Freier Stil | 1:25:41,8 h | 56   |

| Athleten    | Wettbewerbe | Qualifikation | Qualifikation | Viertelfinale | Viertelfinale | Halbfinale    | Halbfinale    | Finale        | Finale        | Rang |
| Athleten    | Wettbewerbe | Zeit          | Rang          | Zeit          | Rang          | Zeit          | Rang          | Zeit          | Rang          | Rang |
| ----------- | ----------- | ------------- | ------------- | ------------- | ------------- | ------------- | ------------- | ------------- | ------------- | ---- |
| Männer      |             |               |               |               |               |               |               |               |               |      |
| Stavre Jada | Sprint      | 3:29,13 min   | 86            | ausgeschieden | ausgeschieden | ausgeschieden | ausgeschieden | ausgeschieden | ausgeschieden | 86   |